# Ligue Réunionnaise de Football
Die Ligue Réunionnaise de Football (LRF) ist der Dachverband der Fußballsports auf Réunion. Er hat seinen Sitz in der Hauptstadt Saint-Denis.
Die LRF ist kein Mitglied der FIFA, jedoch assoziiertes Mitglied des afrikanischen Fußballverbandes CAF und des Fußballverbandes des südlichen Afrika (COSAFA).

## Ligen und Wettbewerbe
- Réunion Division I
- Coupe Réunion

## Nationalmannschaften
- Fußballauswahl von Réunion der Männer
- Fußballauswahl von Réunion der Frauen